# Kwami Kacla Eninful
Kwami Eninful est un ancien footballeur international togolais né le 20 novembre 1984. Il évoluait au poste de défenseur.
Il était retenu pour participer à la Coupe d'Afrique des nations 2010 avec l'équipe du Togo. Le Togo se retire de la compétition au dernier moment à la suite du mitraillage de son bus.

## Carrière
- 2002-2005 : AS Douanes ( Togo)
- 2006-2008 : Sheriff Tiraspol ( Moldavie)
- 2008-2009 : Al-Ittihad Tripoli ( Libye)
- 2009-2010 : US monastirienne ( Tunisie)
- 2010-2012 : Avenir sportif de La Marsa ( Tunisie)

## Palmarès
- 24 sélections (1 but) avec le Togo[1]
- Champion du Togo : 2005
- Vainqueur de la Coupe du Togo : 2004
- Champion de Moldavie : 2007 et 2008
- Vainqueur de la Coupe de Moldavie : 2008
- Vainqueur de la Supercoupe de Moldavie : 2007
- Champion de Libye : 2009
- Vainqueur de la Coupe de Libye : 2009